# Lands of Lore
Lands of Lore: The Throne of Chaos ist ein von Westwood Studios im Jahr 1993 veröffentlichtes Computer-Rollenspiel für MS-DOS, PC-98, FM Towns. Es erschien über den britischen Publisher Virgin Games, der das Studio kurz zuvor übernommen hatte. Das Spiel ist eine Fortführung der Technik und des Spielkonzepts von Westwoods vorherigen Produktion Eye of the Beholder 2: Legende von Darkmoon. Es erschienen zwei Nachfolger, Lands of Lore: Götterdämmerung (1997) und Lands of Lore 3 (1999).

## Handlung
Die Anführerin der Dunklen Armee, die Hexe Scotia, gelangt in den Besitz eines mächtigen, magischen Artefakts. Die sogenannte Niedermaske erlaubt es ihr, jede beliebige Gestalt mit allen zugehörigen Eigenschaften anzunehmen. Mit Hilfe der Maske und einer Armee von Orks und weiteren Kriegern und Ungeheuern will sie die Welt beherrschen. Ihr Gegenspieler ist der Anführer der Weißen Allianz, König Richard LeGre, der in der Festung Gladstone residiert. Mit Hilfe der Maske gelingt es Scotia, in die Festung einzudringen und den König zu vergiften. Aufgabe des Spielers ist es, mit Hilfe des Drarakels ein Gegenmittel gegen das Gift zu finden und die Hexe Scotia zu besiegen.

## Spielprinzip
Das Spielprinzip entspricht dem eines klassischen Dungeon Crawlers in der Tradition von Dungeon Master. Der Spieler kann zu Beginn zwischen vier vorgegebenen Spielerfiguren wählen, die sich in ihren Fähigkeiten unterscheiden. Im Verlauf des Spiels können zwei weitere Begleiter in die Heldengruppe aufgenommen werden. Die Spielwelt wird aus der Ego-Perspektive in einem Fensterausschnitt der Benutzeroberfläche präsentiert. Die Heldengruppe bewegt sich darin in Echtzeit, aber blockweise wie auf einem Schachbrett und mit 90-Grad-Drehungen durch die Spielwelt. Das Spiel besteht mehrheitlich aus Kämpfen gegen Fantasy-Kreaturen und einfachen Schalter- oder Objekträtseln.

## Entwicklung
Westwood Studios entwickelte bereits zuvor Eye of the Beholder und Eye of the Beholder 2: Legende von Darkmoon im Auftrag von SSI. Der dritte Teil wurde von SSI selbst programmiert, während sich Westwood mit Lands of Lore einem eigenen Produkt zuwandten. Die Technik von Eye of the Beholder dient jedoch auch hier als Grundlage, wodurch es deutliche Parallelen zwischen den Lands of Lore und Eye of the Beholder gibt.

## Versionen
Lands of Lore erschien ursprünglich 1993 auf Disketten. Im darauffolgenden Jahr wurde eine CD-ROM-Version veröffentlicht, die gegenüber der Erstveröffentlichung eine englische Sprachausgabe für nahezu jeden Charakter im Spiel enthielt. Schauspieler Patrick Stewart wurde für die Vertonung des König Richard von Gladstone und als Sprecher für die Hintergrunderzählung der Lore of the Lands verpflichtet.
Lands of Lore wird seit Juni 2011 von der Interpretersoftware ScummVM unterstützt, da es dieselbe Engine wie das Westwood-Adventure Legend of Kyrandia nutzt.

## Rezeption
Die Grafik war im Erscheinungsjahr sehr fortgeschritten. Es bestanden Ähnlichkeiten zu Dungeon Master oder Eye of the Beholder, jedoch gab es Unterschiede in der Darstellung von Verliesen und Landschaften, diese waren hier detailreicher. Einsteiger finden sich gut zurecht. Ein Automapper zeichnet jeden Weg mit, den der Spieler beschreitet und vermerkt auch geheime Gänge und Türen, die der Spieler vielleicht übersehen hat. Dies macht die Lösung der Rätsel relativ leicht.
Patrick Stewart wurde 1994 vom US-amerikanischen Spielemagazin Computer Gaming Worlds für seine Synchronarbeiten zu Lands of Lore mit dem Premiere Award for Best Male Voice-over Acting (Bester männlicher Synchronsprecher) ausgezeichnet. Daneben war es auch unter den Kandidaten für die Auszeichnung als bestes Rollenspiel des Jahres, die an Betrayal at Krondor ging. Westwood gab die Verkaufszahlen im November 1997 in einer Pressemitteilung mit „über 250.000“ Kopien an.